# Ica Novo
Ica Novo (Deán Funes, 4 de julio de 1951-Córdoba, 26 de abril de 2022) fue un músico, autor, compositor, guitarrista y cantante argentino.

## Biografía

### Trayectoria artística
Músico —guitarrista, percusionista—, poeta y cantante, desarrolló su labor artística como autor, compositor, arreglador y productor, docente y estudioso de la música argentina —folclore y tango—. En Corral de Bustos formó su primer grupo folclórico: Los del Llano y también participó en otro de fusión rock-folclore, que llevaba el nombre de Plataforma 1.
Ya en la ciudad de Córdoba cantó en la peña del Chito Zeballos y en Buenos Aires en el Palo Borracho. Novo fue refundador y director de la Escuela de Música de Santa Rosa de Calamuchita (1990-1991), también fundador y director del Conservatorio de Música Popular durante 1993-1994 en Córdoba (Argentina) y dirigió los Talleres de Folclore en Radio Nacional Córdoba en 1992.

### Trayectoria en el exterior
Vivió durante casi once años en España. En Barcelona cantó y dirigió el Cafetín Musiquero, célebre reducto de la noche barcelonesa, lugar de reunión de músicos y artistas, por donde pasaron Joan Manuel Serrat, Gato Pérez, Isabel Parra y Ángel Parra, Carles Benavent, Jaume Sisa, Toti Soler, Chango Farías Gómez, Roque Narvaja, Jorge Cumbo, Jordi Batiste, Esther Tusquets, Adolfo Marsillach, Los Nocheros de Anta, Josep Maria Bardagí y muchos más. Con el Chango Farías Gómez, a quien reconoce como uno de sus maestros, forma MesclaFina —nombre dado por Mario Trejo—, junto con el catalán Martí Soler —guitarra española y eléctrica, laúd— y el aragonés Juancho Pérez —bajo eléctrico y contrabajo—— Toca después con Juancho Farías Gómez —bajo—, Chiche Ramos —percusionista uruguayo— y el guitarrista y compositor chileno Juan Carlos Concha. En España graba dos discos: Cuando el hombre va en camino —reeditado años más tarde—  y El Cafetín Musiquero —con Edgardo Porcelli, Julián Bildósola, Feliu Gasull y otros—.
Cuando vuelve a la Argentina se empiezan a conocer sus canciones. En 1992 recibe el premio consagración en el Festival de Cosquín.

## Estilo
Su música fusiona sonidos étnicos de América con timbres, armonías y formas contemporáneas, ha puesto música a textos de los poetas Nicanor Parra, Mario Trejo, Antonio Esteban Agüero y Leopoldo Marechal. Las canciones de Ica Novo son grabadas e interpretadas por numerosos e importantes artistas: Mercedes Sosa, Peteco Carabajal, Jairo, Cacho Tirao, Los Quilla Huasi, Chango Farías Gómez, Los Nocheros, Soledad Pastorutti y otros.

## Participaciones
Tocó junto a Mercedes Sosa, Chango Farías Gómez, Peteco Carabajal, Rubén Juárez, León Gieco, Lito Vitale, Liliana Herrero, Raúl Carnota, Leda Valladares, Jorge Durietz, Roque Narvaja, Verónica Condomí, Jacinto Piedra, Liliana Vitale, Suna Rocha y otros.
Participó como invitado en discos de: Leda Valladares, Raúl Carnota, Peteco Carabajal y Los 4 de Córdoba. Ha sido autor de temas como «Del norte cordobés», «Gato de Cosquín», «La repiqueteada», «Como las de antes» y «Persiguiendo al viento» —con Pepe Novo—. Autor de los textos de varios temas con música de Peteco Carabajal: «Los indios de ahora». «Movimientos del amor», «Ckayna Kunan», «Voy andando», «Al gaucho Jorge Cafrune», «Huella de lluvia» y otras. Su chacarera «Del norte cordobés» es el tema más grabado en la historia del folclore argentino.
Para el centenario de la fundación de la ciudad de Corral de Bustos compuso «La corralera», que incluyó en su disco Córdoba, la luz del centro en 2012. Fue el autor del Himno del Festival de Deán Funes. También compuso música para cine. Su hijo Salvador es pianista, autor y compositor desde los cuatro años de edad y ha sido elogiado por grandes músicos y artistas, como Mercedes Sosa, Mario Parmisano, Eduardo Spinassi, Manolo Juárez y otros.

## Discografía
- Cuando el hombre va en camino, editado en España por BASF (y reeditado por EDA). 1975.
- El Cafetín Musiquero (EDA, España). 1978.
- Persiguiendo al viento (DBN, Argentina). 1992.
- Córdoba, la luz del centro (CAMPO realizaciones / Edén Argentina). 2012.
- Malambo, Malambo (DBN, Argentina). 2013.